# Utricularia welwitschii
Utricularia welwitschii — вид рослин із родини пухирникових (Lentibulariaceae).

## Біоморфологічна характеристика
Наземна трава. Ризоїди і столони капілярні, численні. Листки розкидані на столонах, зазвичай зникають у час цвітіння, супротивні на столонах, від обернено-лопатоподібних до лінійно-ланцетних, до 3 см × 0.5–2 мм, 1-жилкові. Пастки численні, яйцеподібні, 0.4–0.8 мм завдовжки; рот кінцевий; верхня губа виступає, окаймлена ± 5 залозистими волосками; нижня губа з рядами ± сидячих залоз. Суцвіття прямовисне, зверху просте чи розгалужене, 4–50 см заввишки; квіток 1–25 і більше, зазвичай віддалених. Частки чашечки нерівні, круглі, завдовжки 1.5–2.5 мм, густо-сосочкові, край сильно загнутий, верхівка тризубчаста. Віночок зазвичай фіолетовий з жовтою плямою на піднебінні, іноді повністю жовтий, 5–15 мм завдовжки; верхня губа від широко яйцеподібної до круглої, у 2–4 рази довша верхньої чашечкової частки, верхівка закруглена, усічена або вирізана; нижня губа кругла, верхівка округла, цільна або нечітко 3-зубчаста; піднебіння підняте; шпора шилоподібна, гостра, у 1.5–2 рази довша за нижню губу. Коробочка куляста, ± 1.5 мм завдовжки. Насіння численне, яйцеподібне, кутасте, 0.25 мм у діаметрі.

## Середовище проживання
Вид поширений у тропічній і південній Африці: ПАР, Мадагаскар, Танзанія, Малаві, Зімбабве, Замбія, Ангола.
Населяє болотисті луки; на висотах 900–2000 метрів.